# Scyphogyne divaricata
Scyphogyne divaricata là một loài thực vật có hoa trong họ Thạch nam. Loài này được Benth. miêu tả khoa học đầu tiên.